# Ryan Hall
Ryan Hall (Big Bear Lake, 30 dicembre 1982) è un maratoneta e mezzofondista statunitense.

## Palmarès
| Anno | Manifestazione  | Sede    | Evento   | Risultato | Prestazione | Note |
| ---- | --------------- | ------- | -------- | --------- | ----------- | ---- |
| 2008 | Giochi olimpici | Pechino | Maratona | 10º       | 2h12'33"    |      |
| 2012 | Giochi olimpici | Londra  | Maratona | dnf       | dnf         |      |

## Altre competizioni internazionali
2006
- Oro alla New Haven Road Race ( New Haven), 20 km - 59'29"
- Oro alla Great Cow Harbor ( Northport) - 28'22"
- Argento alla World's Best 10 km ( San Juan) - 29'24"
- Oro al Chiba International Cross Country ( Chiba) - 35'22"

2007
- 7º alla Maratona di Londra ( Londra) - 2h08'24"
- Oro alla Mezza maratona di Houston ( Houston) - 59'43"
- Argento alla Gate River Run ( Jacksonville), 15 km - 44'01"
- 5º alla Peachtree Road Race ( Atlanta) - 28'34"

2008
- 5º alla Maratona di Londra ( Londra) - 2h06'17"

2009
- Bronzo alla Maratona di Boston ( Boston) - 2h09'40"
- 4º alla Maratona di New York ( New York) - 2h10'36"
- Oro alla Philadelphia Half Marathon ( Filadelfia) - 1h01'52"
- Bronzo alla New York Half Marathon ( New York) - 1h02'35"
- Oro alla Gasparilla Distance Classic ( Tampa) - 43'26"

2010
- 4º alla Maratona di Boston ( Boston) - 2h08'41"
- 12º alla Philadelphia Half Marathon ( Filadelfia) - 1h03'56"
- Argento alla PF Chang's Rock 'n' Roll Arizona ( Tempe) - 1h04'08"

2011
- 4º alla Maratona di Boston ( Boston) - 2h04'58"
- 5º alla Maratona di Chicago ( Chicago) - 2h08'04"
- Argento alla Mezza maratona di Houston ( Houston) - 1h02'20"
- 4º alla Rock 'n' Roll Virginia Beach Half Marathon ( Virginia Beach) - 1h03'02"
- 21º alla New York Half Marathon ( New York) - 1h03'53"
- 17º alla Peachtree Road Race ( Atlanta) - 29'16"

2013
- 19º alla Maratona di Boston ( Boston) - 2h17'50"
- 20º alla Peachtree Road Race ( Atlanta) - 29'13"

2014
- 13º alla Rock 'n' Roll San Diego Half Marathon ( San Diego) - 1h02'53"

2015
- 29º alla Great North Run ( Newcastle upon Tyne) - 1h09'40"
- Argento alla PF Chang's Rock 'n' Roll Arizona ( Tempe) - 1h04'16"